# Macrodactylus sparsesetosus
Macrodactylus sparsesetosus är en skalbaggsart som beskrevs av Frey 1969. Macrodactylus sparsesetosus ingår i släktet Macrodactylus och familjen Melolonthidae. Inga underarter finns listade i Catalogue of Life.